# آن شفر
آن شافر (تلفظ آلمانی: [ˈʔanə ˈʃɛ:fɐ] ; زادهٔ ۱ مارس ۱۹۸۷) یک تنیسور آلمانی است. شفر اولین بازی تک نفره خود در تور WTA را در کوپا کولسانیتاس 2016 انجام داد، زمانی که در دور اول کلوئه پاکت را شکست داد.